# Pierre-Philippe Giraudeau
Pierre-Philippe Giraudeau MEP (chiń. 倪德隆; ur. 17 marca 1850 w Saint-Mars-de-Coutais, zm. 13 listopada 1941 w Dajianlu) – francuski duchowny rzymskokatolicki, misjonarz, wikariusz apostolski Tybetu i Dajianlu.

## Biografia

### Młodość i prezbiteriat
W 1870 służył jako żuaw papieski. Później wstąpił do seminarium duchownego. 29 czerwca 1876 otrzymał święcenia prezbiteriatu i został kapłanem diecezji Nantes. Po święceniach przez rok był nauczycielem w kolegium Notre Dame des Couëts. 9 sierpnia 1877 wstąpił do Towarzystwa Misji Zagranicznych w Paryżu i po roku próbnym 11 lipca 1878 wyjechał na misje do Chin, gdzie został przydzielony do wikariatu apostolskiego Tybetu.
Pracował na wysuniętych placówkach misyjnych, spotykając się z wrogim nastawieniem buddystów. W jednej misji w 1889 podpalano jego dom, a on sam został brutalnie wydalony. Kolejna misja także została zniszczona, jednak ks. Giraudeau powrócił do niej, aby ją odbudować. Zniszczonych zostało także kilka kolejnych punktów misyjnych podległych ks. Giraudeau. Towarzyszył wyprawie chińskiego przedstawiciela, który z pozytywnym skutkiem załagodził sytuacje. W 1891 został mianowany prowikariuszem. Od 1892 faktycznie zarządzał wikariatem pod nieobecność wikariusza apostolskiego Félixa Bieta, który przebywał we Francji do śmierci.

### Episkopat
15 lutego 1897 papież Leon XIII mianował go koadiutorem wikariusza apostolskiego Tybetu oraz biskupem tytularnym thyniańskim. 2 grudnia 1897 w Suifu przyjął sakrę biskupią z rąk wikariusza apostolskiego Południowego Syczuanu Marca Chatagnona MEP.
Po śmierci bpa Bieta 9 września 1901 został wikariuszem apostolskim Tybetu, który to tytuł zmieniono 3 grudnia 1924 na wikariusz apostolski Dajianlu. W 1929 zdając sobie sprawę z trudności wynikających z administrowania olbrzymim terytorium wikariatu, doprowadził do oderwania misji w południowym Tybecie oraz w brytyjskich protektoratach Sikkimie i Bhutanie, które utworzyły misję „sui iuris” Sikkim.
Będąc już w podeszłym wieku w 1926 otrzymał koadiutora Pierra-Sylvaina Valentina, na którego scedował większość uprawnień ordynariusza. Później wysłał do Rzymu rezygnację, którą papież Pius XI zatwierdził, o czym dowiedział się z telegramu 9 sierpnia 1936. Nie powrócił do Francji, emeryturę spędzając w Dajianlu, gdzie 13 listopada 1941 zmarł.